# Pouya Idani
Pouya Idani (پویا ایدنی‎) (Ahvaz, 22 settembre 1995) è uno scacchista iraniano.
Ha ottenuto il titolo di Grande Maestro nel 2014, all'età di 19 anni.  
Ha partecipato con la nazionale iraniana alle Olimpiadi degli scacchi del 2012 e del 2014.
Nel 2013 ha vinto il Campionato del mondo under-18 di 
Al-Ain negli Emirati Arabi Uniti.
Nel 2014 ha vinto in Oman con 8/9, davanti a Ehsan Ghaem Maghami, il Torneo Zonale FIDE 3.1  ottenendo il diritto di partecipare alla Coppa del Mondo di scacchi 2015 di Baku, dove è stato però eliminato nel primo turno da Shakhriyar Mamedyarov.    
Nel 2018 ha vinto il torneo open di Goa. 
Il suo rating FIDE di gennaio 2020 è di 2577 punti Elo, al terzo posto nel suo paese.